# Streetsia porcella
Streetsia porcella is een vlokreeftensoort uit de familie van de Oxycephalidae. De wetenschappelijke naam van de soort is voor het eerst geldig gepubliceerd in 1879 door Claus.